# Gastón de Peralta
Gastón de Peralta y Bosquet, (Pau, Baja Navarra, hacia 1510-Valladolid, en 1587) noble español que ostentó los títulos de III marqués de Falces, V conde de Santisteban de Lerín y III virrey de la Nueva España (1566-1567).

## Biografía

Escudo de Armas del marqués de Falces

Gastón de Peralta fue hijo de los aristócratas navarros Antonio de Peralta y Velasco y Ana de Bosquet. Fue tercer nieto de Mossén Pierres de Peralta y Alfonso Carrillo de Acuña, arzobispo de Toledo, ambos protagonistas de la boda de los Reyes Católicos. Se desempeñó como comandante militar, diplomático en Italia y gobernador de Navarra. El Real Consejo de las Indias lo propuso al rey para que viniera de virrey a la Nueva España, cuando llegó la noticia de la muerte de Luis de Velasco. Fue nombrado el 12 de febrero de 1566 virrey para Nueva España. Entonces se embarcó a Veracruz donde arribó el 17 de septiembre de 1566, en compañía de su esposa, Leonor de Vico. A su llegada a la Nueva España tuvo que conocer de los procesos y ejecuciones a consecuencia del juicio contra Martín Cortés, marqués del Valle de Oaxaca, acusado de conspirar contra el rey Felipe II. Suspendió la ejecución de la sentencia de Luis Cortés, hermano del marqués, enviado a España.
Peralta llegó a la Ciudad de México en una atmósfera tensa. Uno de sus primeros actos debía quitar la artillería y los soldados que habían sido fijados en el palacio virreinal y en las calles principales de la ciudad.
Durante su gestión abrió un hospital para ancianos, inválidos, convalecientes y locos. El 26 de mayo de 1567 pronunció una Ordenanza, conocida como la «Ordenanza del Marqués de Falces», que establecía un área de protección a la tierra de los indios y que se considera el primer antecedente del Fundo legal en México
Acusado de animosidad en su contar por los oidores, se le retiró a la Metrópoli; estas acusaciones fueron comunicadas al monarca español Felipe II en una carta. Alarmado, el rey envió a dos visitadores, Luis Carrillo y al Licenciado Alonso de Muñoz, a la Nueva España para investigar los casos. Ellos le ordenaron al virrey Peralta regresar a España para explicar su conducta, pero después fue residenciado y absuelto.
Poseía los títulos de marqués de Falces, conde de Santisteban de Lerín y barón de Marcilla, fue el primero a quien se le dio en la Nueva España el tratamiento de «excelencia».
Murió en Valladolid en 1587. Uno de sus hermanos fue Juan de Peralta y Bosquet, tronco de los Peralta de Andalucía, Costa Rica, El Salvador y California, rama de los marqueses de Peralta.
| Predecesor: Luis de Velasco | Virrey de la Nueva España 1566 - 1567 | Sucesor: Martín Enríquez de Almansa |